# ヤコブ・アリヤス

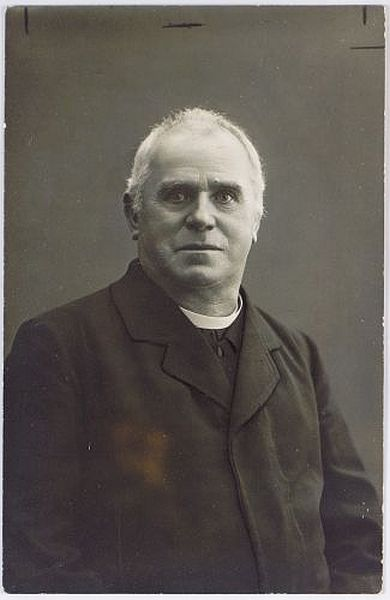
ヤコブ・アリヤス

ヤコブ・アリヤス（Jakob Aljaž、1845年7月6日 - 1927年5月4日）は、ローマカトリックの司祭、作曲家、登山家である。

## 概要
アリヤスはオーストリア帝国領内の南部にあった村（現在のスロベニア）で、スロベニア人の家庭に生まれた。
彼は司祭であったが作曲家、歌手、合唱団のリーダーとしても成功した。アリヤスの作品は現在でもスロベニア人の間では絶賛されている。
また、アリヤスはジュリア・アルプス山脈での登山の発展を促したことで知られるようになった。アリヤスの有名な建造物は、アリヤスの塔である。